# Władysław Leon Sapieha
Pour les articles homonymes, voir Sapieha.
Władysław Leon Sapieha, né le 30 mai 1853 à Krasiczyn et mort le 29 avril 1920 à Lviv en Ukraine, est un prince polonais de la famille Sapieha, membre de la Diète de Galicie (en), et du Reichsrat d'Autriche.

## Biographie

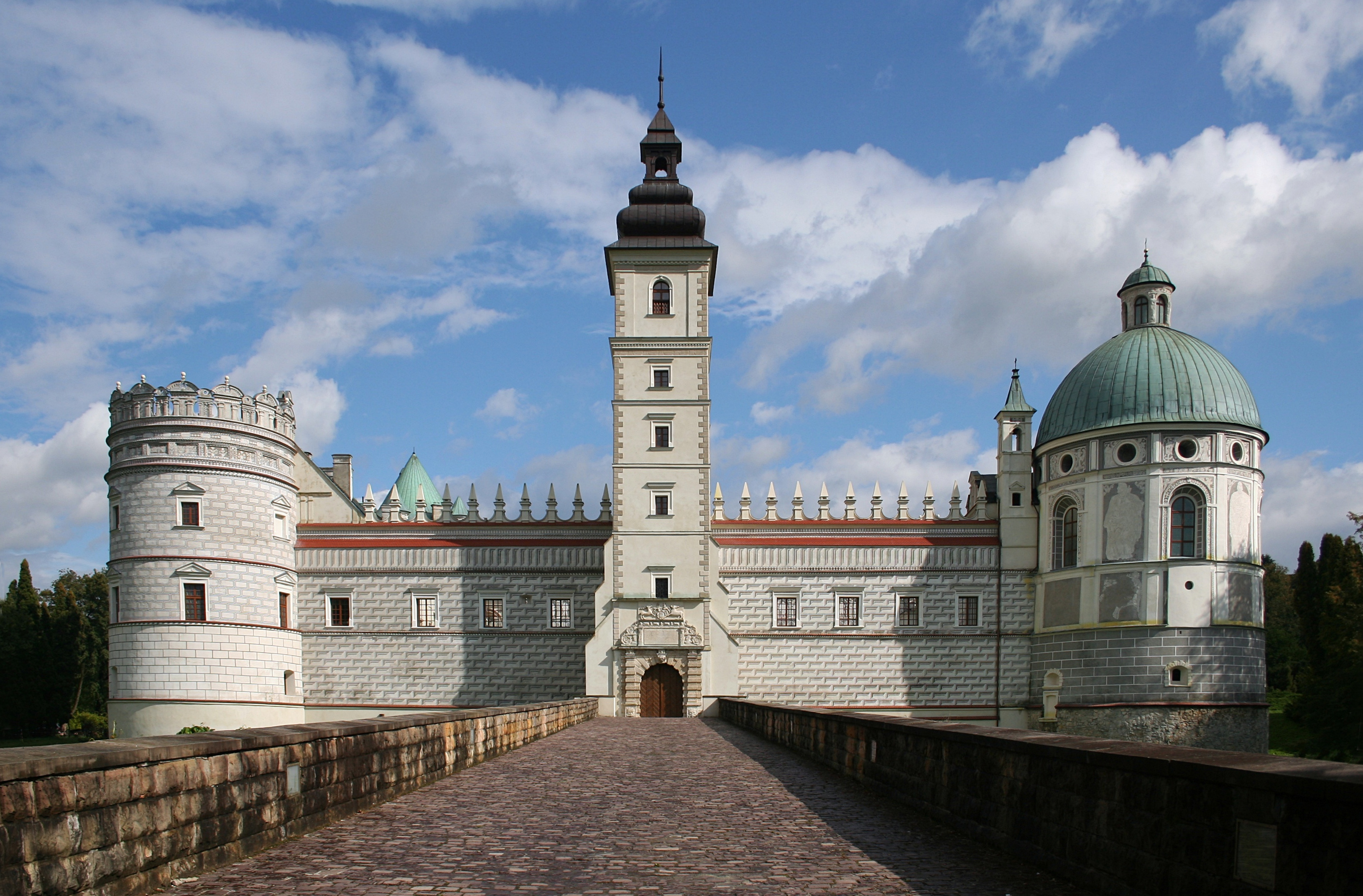
Le château de Krasiczyn, demeure de la famille Sapieha.

Władysław Leon Sapieha est le fils aîné d'Adam Stanisław Sapieha (1828-1903) et de Jadwiga Klementyna Sanguszko (pl) (1830-1918).
Il étudie le droit à Berlin puis à Heidelberg et obtient son diplôme à Lviv en 1876. Il passe ensuite un an dans l'armée, puis se consacre à la gestion du domaine familial de Krasiczyn. En 1883, il est élu député à la Diète de Galicie où il est membre du groupe centriste avec le prince Jerzy Konstanty Czartoryski. En tant que député, il est membre des commissions parlementaires du budget, des mines, et des impôts. Il ne se représente pas aux élections de 1889. En 1883, il devient membre de la Société économique de Galicie. En 1898, il est fait chevalier de l'ordre autrichien de la Couronne de fer. En 1908, il est de nouveau élu à la Diète de Galicie. En 1910, il fait don d'archives recueillies à Krasiczyn à l'Ossolineum. En 1915, il devient membre du comité de sauvetage des victimes de guerre, créé par son frère, Adam Stefan Sapieha. Il contribue également à la gestion de l'Université agricole de Lviv.

## Mariage et descendance
Le 30 juillet 1881, à Cracovie, il épouse Elżbieta Konstancja Potulicka, fille de Kazimierz Wojciech Potulicki et de Maria Zamoyska. Władysław et Elżbieta ont dix enfants :
1. Kazimierz Leon Sapieha (1882–1906),
2. Leon Aleksander Sapieha (1883–1944),
3. Józef Adam Sapieha (1887–1940),
4. Aleksander Józefat Sapieha (1888–1980),
5. Adam Zygmunt Sapieha (1892-1970),
6. Władysław Sapieha (1893–1956),
7. Andrzej Józef Sapieha (1894–1944),
8. Stanisław Sapieha (1896–1919),
9. Anna Sapieha (1901–1965), épouse de Roman Juliusz Bielski,
10. Teresa Sapieha (1905–1995), épouse de Bogdan Marian Drucki-Lubecki.

## Sources
- Notices d'autorité :   - VIAF
  - ISNI
  - GND

- (pl) Cet article est partiellement ou en totalité issu de l’article de Wikipédia en polonais intitulé « Władysław Leon Sapieha » (voir la liste des auteurs).

- (en) Cet article est partiellement ou en totalité issu de l’article de Wikipédia en anglais intitulé « Władysław Leon Sapieha » (voir la liste des auteurs).